# 澎湖石滬

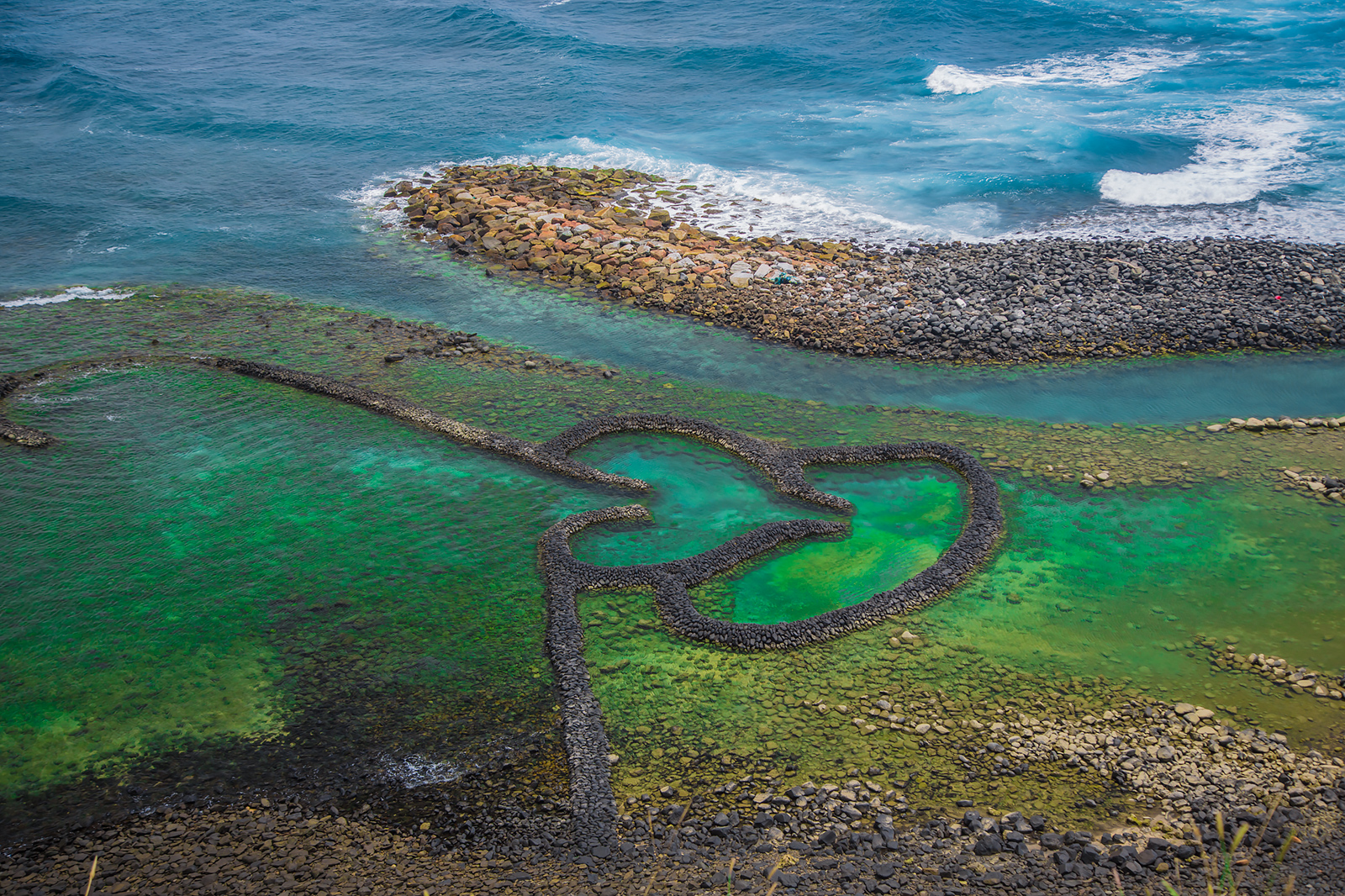
位在台灣澎湖縣七美鄉的雙心石滬，現今也被賦予永恆愛戀的象徵。

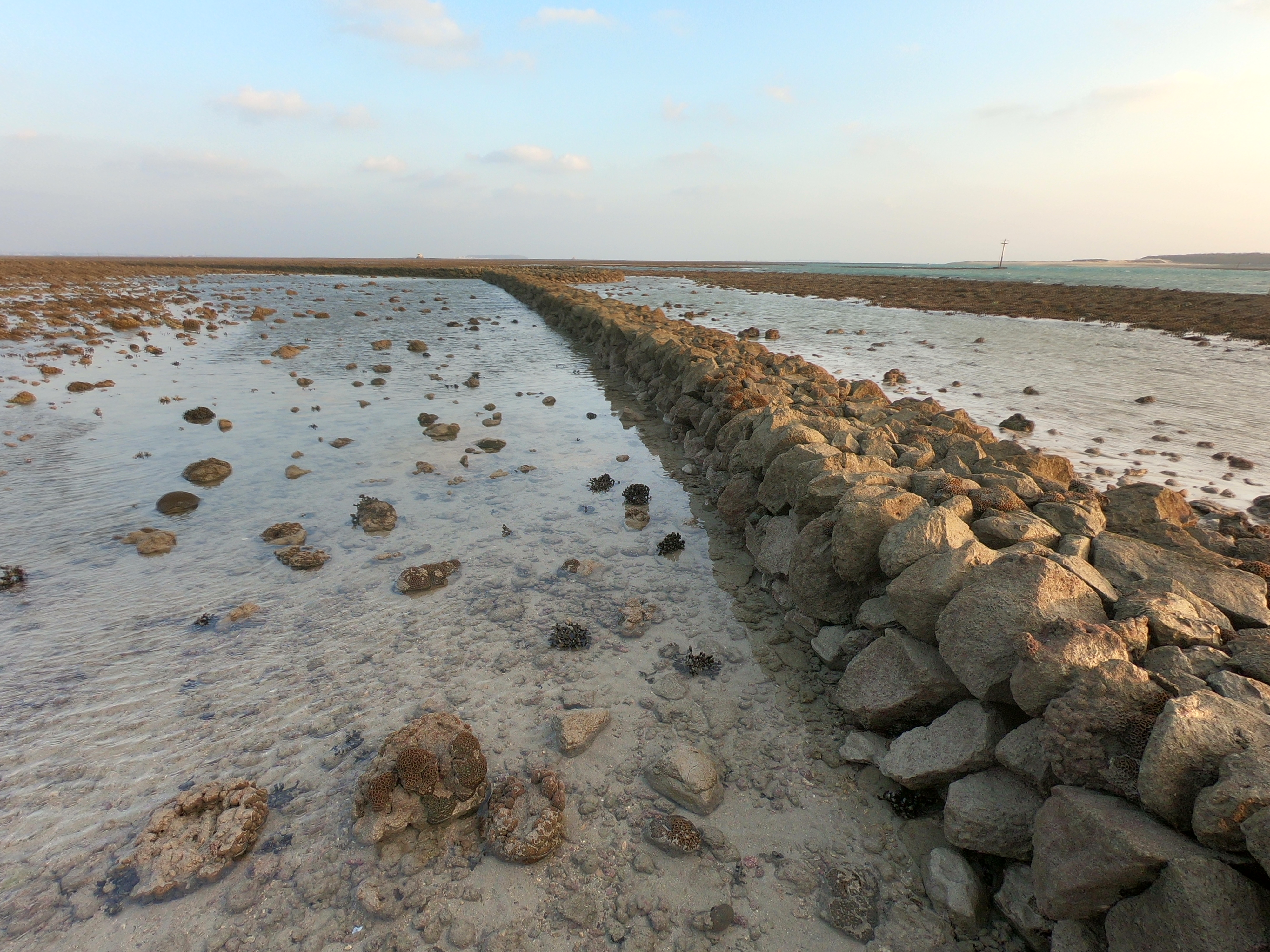
澎湖石滬

澎湖石滬群為臺灣澎湖縣一種利用潮汐的傳統陷阱式捕漁法，屬於魚梁的一種石滬。石滬在潮間帶堆砌兩道長圓弧形堤岸，從淺水處一路延長至深水處，在深水處盡頭向內做成彎鉤狀。漲潮時，魚群順著海水進入石滬覓食海藻；退潮後，因石堤已高於海面，魚迴游至捲曲處而被困於滬內。澎湖最早完成石滬的歷史，可追溯自清康熙35年（1696年）的《台灣府誌》中記載已有一大口二小口石滬，一直到20世紀中期，石滬漁業都還是澎湖最重要的一項潮間帶漁撈活動。
其石滬群依《文化資產保存法》被澎湖縣政府登錄為文化景觀，而石滬的修造技術，亦登錄重要保存者，因此，澎湖石滬群也是文化部遴選的18處臺灣世界遺產潛力點之一。

## 分布
全世界的石滬不到600座，在澳洲、夏威夷、密克羅尼西亞、芬蘭等地都有文獻紀載。亞洲地區如日本、台灣、泰國等太平洋諸島也有石滬的分佈。澎湖縣現有574座以上石滬，其中，吉貝嶼周遭至少有109座，為世界密度最高。台灣本島則以桃園市新屋區沿海擁有最多的石滬群。

## 成立
建造石滬像成立一間公司一樣，非常需要團體合力經營。一開始先募股，擬訂契約，再由股東修建石滬，募股的對象以親族為優先，其次才尋找有地緣關係的鄰里。石滬的股份數依其規模而定，多在十股上下，股東依自己能力來認養股份的額度，可多人合認一股，也可以一人擁有多股。其中負責人稱代表者。石滬屬定置漁業，建造完成時代表者需向政府農業科登記五年換證一次並繳交印花稅，等政府評估通過且公告一個月後，使可發予漁業權執照。

### 成滬條件
- 石材：在沿岸需有岩石或漂石可做為建滬材料。澎湖有玄武岩、珊瑚礁石灰岩與灘岩可使用。
- 潮差大：漲潮時，海水帶領魚群入滬，退潮時，石滬高於海面，魚群便被困於滬內，潮差愈大，集魚效果愈好。澎湖群島地勢南高北低，由南至北沉降地形愈明顯，造就北海多石滬聚集。
- 風浪強：海浪愈猛，魚群愈容易被驅入滬內。澎湖多東北季風，在秋冬時風強海浪大，石滬漁獲多優於夏季。
- 潮間帶廣：傾斜度小、遼廣的珊瑚淺坪，適合造滬。澎湖縣礁硼廣達37平方公里，面積廣大的潮間帶，使得作為餌料的浮游生物不虞匱乏。

## 建造方式

### 石材
大多就地取材，在岸邊搬運或斧頭打石，斧頭係代表人出資或由公司購買。基地附近若不夠石材，則用舢舨載運或用廢棄舊棺材板杉木捆成木筏，從他地裝運石材。修建石滬需重量較重的石塊，以玄武岩為優選，或以白化或團塊狀的微孔珊瑚遺骸來建造，其它重量輕、片狀或枝狀的珊瑚只能填補空隙用。填造石滬的石頭有上百斤重，除奠基或下層的石頭能藉用海水的浮力，能靠個人搬運，其餘常常使用網繩，許多人分工合力才能加以吊到滬堤上。

### 施工時段
農曆四至五月最為適合，此時東北季風已近尾聲，颱風也不多，潮間帶作業較為穩定。

### 工法
使用「亂石砌」，為保持堤內外海水的自然交流，堆疊時不能使用石灰等凝固劑，又要牢靠，只能取決於施作者的經驗來完成。一開始石頭不能平放的堆疊上去，要採以站姿嵌砌在下層的兩塊石塊中間；同一層的石塊則盡量犬牙交錯，做出凹突互出的效果；如果石頭的長度能壓住下層兩塊的石塊更好；在堆疊過程中，大的縫隙以硓古石或玄武岩小石填補、塞緊再往上疊，而硓古珊瑚石灰岩具有碳酸鈣，遇酸雨分解成碳酸氫鈣流至岩縫內，還原時具有固結玄武岩的作用；最後滬堤須逐層向內縮減，到最上第二層時，須使用「反嘴」，即嵌砌的石塊斜度要加大35至45度，以便最上層的「面」能以大於45度角插至石縫中，增加滬堤的密實度與方便行走。反嘴和面做得好的滬堤，有左右兩側向中間相互推擠的作用力，才能有效阻檔海浪的衝擊。每口石滬須配合當地的環境來修建，海域的地形、底質、海水的流向、風浪的大小等，依據這些來調整石滬的位置、構造、開口的方向、堤滬的寬窄、高低等。
滬堤的坡度，減低海浪的衝擊；左右兩側的伸腳弧度，降低魚群入滬後轉向游出滬堤外的機率，就靠建滬人的觀察與經驗。

### 名詞釋義
- 弧形石堤：初創時期建的較原始的滬，沒有滬房。因其外形稱「畚箕滬」或「籠仔圈」。通常位於在距離海岸較近，退潮時水深在一公尺以內，又稱「淺坪滬」或「高頂滬仔」。
- 岸仔：在滬堤內增設的矮堤，目的為縮小捕魚的範圍。通常有一端會和滬堤相連，如果沒有就會建成「＞」字形，圍住滬堤一小部分，捕魚較省力。
- 滬牙：為深水石滬滬堤或岸仔的小支堤，目的為方便捕捉丁香魚建設的小平台。長度不長，高度也不高。在滬牙就算當日不是巡滬的滬主也可以捕撈丁香，每位股東分配一個「正牙」，若漁獲較差，則會加以增設「貼牙」。
- 滬房：通常建於深海處的石滬，為減少捕捉魚群的範圍，由岸仔衍生的。在圓弧形的滬堤中段，選擇水位較深的地方，直接增建一個心形狀的集魚區，也稱「滬目」。
- 滬門：滬房迎接潮水入內的開口處，寬度約一公尺。
- 滬碇：滬門下方沉水的門檻，在滬門底部以石塊填高，防止魚兒入滬房內又跑出來，捕魚時還可以用漁網封住滬門。
- 滬腳：建了滬房的石滬，其原來的滬堤就成為滬房的左右兩臂，功能為引導魚群進入滬房。
- 魚井：在滬房的左右兩邊，與伸腳相連的地方會築一至兩個坑洞，在集魚效果較好的深海區，用來暫時儲存拿不走的漁獲。
- 滬彎仔：滬堤一端若未接陸地，則末端會建成捲曲的部分，目地為讓魚入滬後，游至彎曲處而調頭，不讓魚群跑出滬外。
- 滬厝仔：是石滬岸上的附屬建築。築成一個圓弧形堤，讓漁民在巡滬退潮前休息。

### 填滬順序
先滬房，每位股東在水位較深處共同出工，順便填築滬門與魚井。
最後伸腳每人根據股份數，分成若干由股東自己負責；每段長度還要依造海水深度來決定長短，愈深的集魚多分得長度就較短。

### 修滬
代表人召集各股股東，依滬簿上規定的契約修復石滬。凡集合地點、修復日期、出工時間、出工入口、缺席罰責、祭拜事宜、網位等各項，均有詳文明細規定。

## 拜滬
代表人或股東為了祈求人員平安、漁獲源源，而有拜滬的習俗。

### 時機
- 建滬開工之始，如動土典禮，祈求好采頭。
- 大豐收之日。
- 農曆特定的日子，如初一、十五、初二、十六或十月十日水仙王壽誕之時。

## 巡滬

### 順序
石滬建成後，各股股東經由協商或「抽鬮」來決定巡滬的順序。「抽鬮」的排序僅有大股份的巡滬時間表，若大股份下有若干小股，則一起巡或再排順序。當日輪到巡滬的股東便是「滬主」，可獨享捕魚的權利。

### 時機
- 每月的潮汐週期中以農曆的二十八日至隔月初四，十二日至十八日這段期間大潮為佳。
- 通常每天海水有兩次漲退潮的週期，但每月初十、二十五這兩天例外，因第二次退潮時間已過午夜十二點，巡滬權屬於隔日的滬主，這兩日只能巡滬只能巡白天的一次退潮。

## 漁獲分配
滬主的捕魚權具有獨佔性，滬主還沒到場時，其它人會給予尊重不進到石滬裡。若滬主在海水即將漲潮時還沒出現，其他人才可以進到石滬抓魚。不同的石滬類型、漁獲裡，捕魚權有不同的規範。
- 在有滬房的石滬裡，滬房是滬主專用的捕魚區，由滬主先拖過1至3次網以後，其它人才可以進去捉。滬主通常會請一些人幫忙拉網，漁穫由滬主先分一半，另一半再由包括滬主本身及幫忙的人手平分。
- 有滬牙的石滬，須等滬主至專有的滬牙開始捕丁香、白鱙仔了，其它股東才能去使用自己分配到的滬牙，其它的大魚還是屬於滬主。
- 沒有滬牙的石滬，多建築在淺海地區，只要滬主在場，其它人就可以進去抓魚；但抓到的大魚必須交給滬主，而小魚也須經滬主的同意才能帶回。

## 澎湖縣文化資產
七美雙心石滬
七美雙心石滬位於澎湖縣七美鄉，2006登錄為澎湖縣文化景觀。
吉貝石滬群
吉貝石滬群位於澎湖縣白沙鄉吉貝村，吉貝島周圍的石滬均屬於吉貝石滬群，因分布密度之高，也被稱為「石滬的故鄉」。2008登錄為澎湖縣文化景觀。
重要石滬修造技術
石滬的建造設計，從材料的選取跟堆放，均仰賴師傅對水性和魚性的認知，為重要的傳統技術。2010年登錄為澎湖縣重要保存技術及保存者。

## 延伸閱讀
- 《澎湖的石滬》（洪國雄 著）.
- 吉貝石滬文化館
- 《漁業推廣》第201期(92.06) 《人類最古老的誘魚、捕魚設計──石滬漁業》 (徐瓊信 莊慶達、陳哲聰 合著)
- http://www.fa.gov.tw/upload/170/2012010517315236263.pdf （页面存档备份，存于）

## 外部連結
- 澎湖石滬資訊平台 （页面存档备份，存于）（2020年，「離島出走」團隊設立）
- 就是澎湖
- 走讀台灣
- 旅遊新聞 （页面存档备份，存于）
- 環境資訊中心 （页面存档备份，存于）